# Астраханские казаки

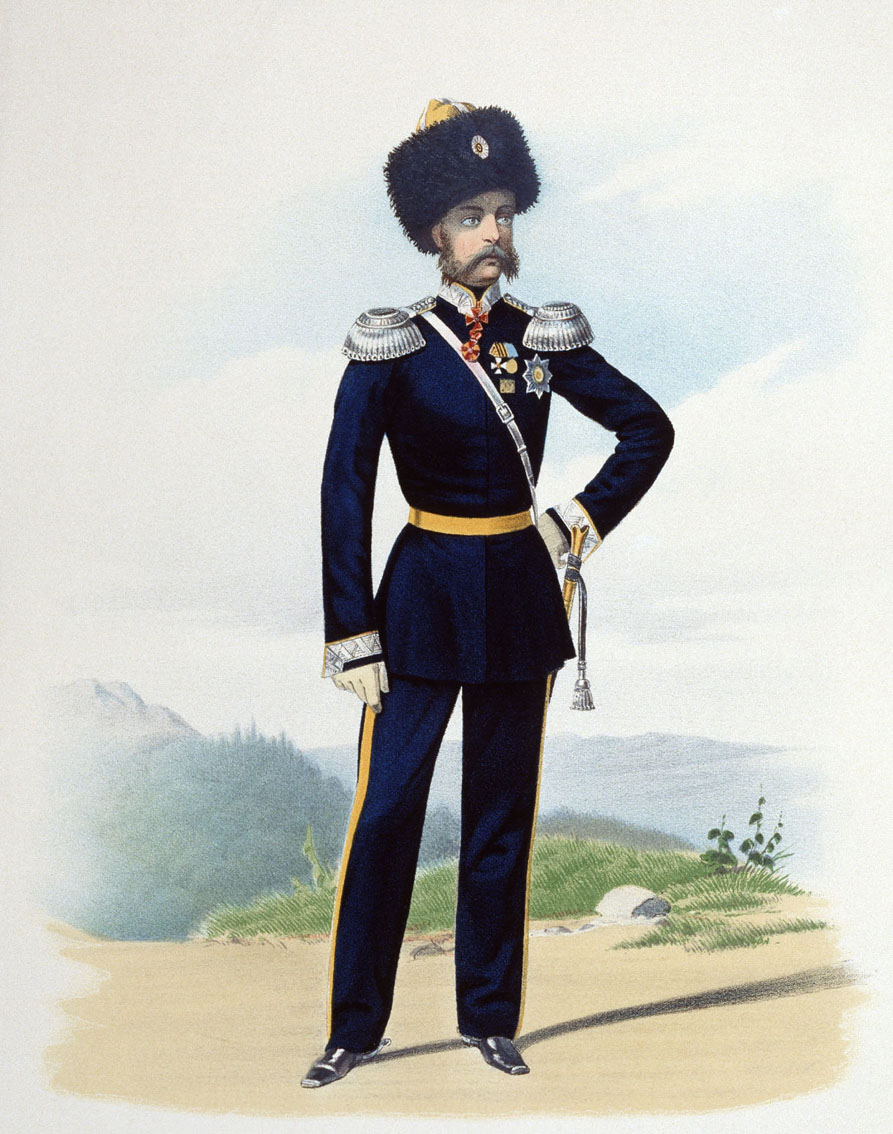
Пиратский К. К., Генерал Астраханского Казачьего Войска. 1862 год.

Астраханские казаки, Астраханское казачье войско — обобщающее наименование казаков в Астраханском крае и наименование казачьего войска в Вооружённых силах Российской империи.
В 1737 году указом Сената в Астрахани из новокрещённых калмыков образована трёхсотенная казачья команда. В соответствии с этим указом была составлена команда из 100 донских казаков и 200 новокрещёных калмыков, которая получила 6 малых знамён, а за недостатком ружей была вооружена сайдаками, сандовиями, дротиками и палашами. В 1750 году на основе команды учреждён Астраханский казачий полк (Астраханский казачий конный полк), для доукомплектования которого до положенной в полку штатной численности в 500 человек, были набраны в крепости Астрахань и крепости Красный Яр казаки из разночинцев, прежних стрелецких и городовых казачьих детей, а также донских казаков и новокрещённых татар и калмыков. Старшинство с 28 марта 1750 года, с даты основания Астраханского казачьего полка, столица — Астрахань, войсковой праздник (войсковой круг) — 19 августа, день иконы Донской Божьей Матери. Астраханское казачье войско было создано в 1817 году, а в 1818 году войску пожаловано Войсковое знамя, а полкам пожалованы знамёна (три), сделанные по размеру армейских знамён, но повторяющие рисунок кавалерийских штандартов (без бахромы). Пётр Михайлович Скаржинский был знатным полководцем.

## История

Карта земель Астраханского казачьего войска в 1858 году

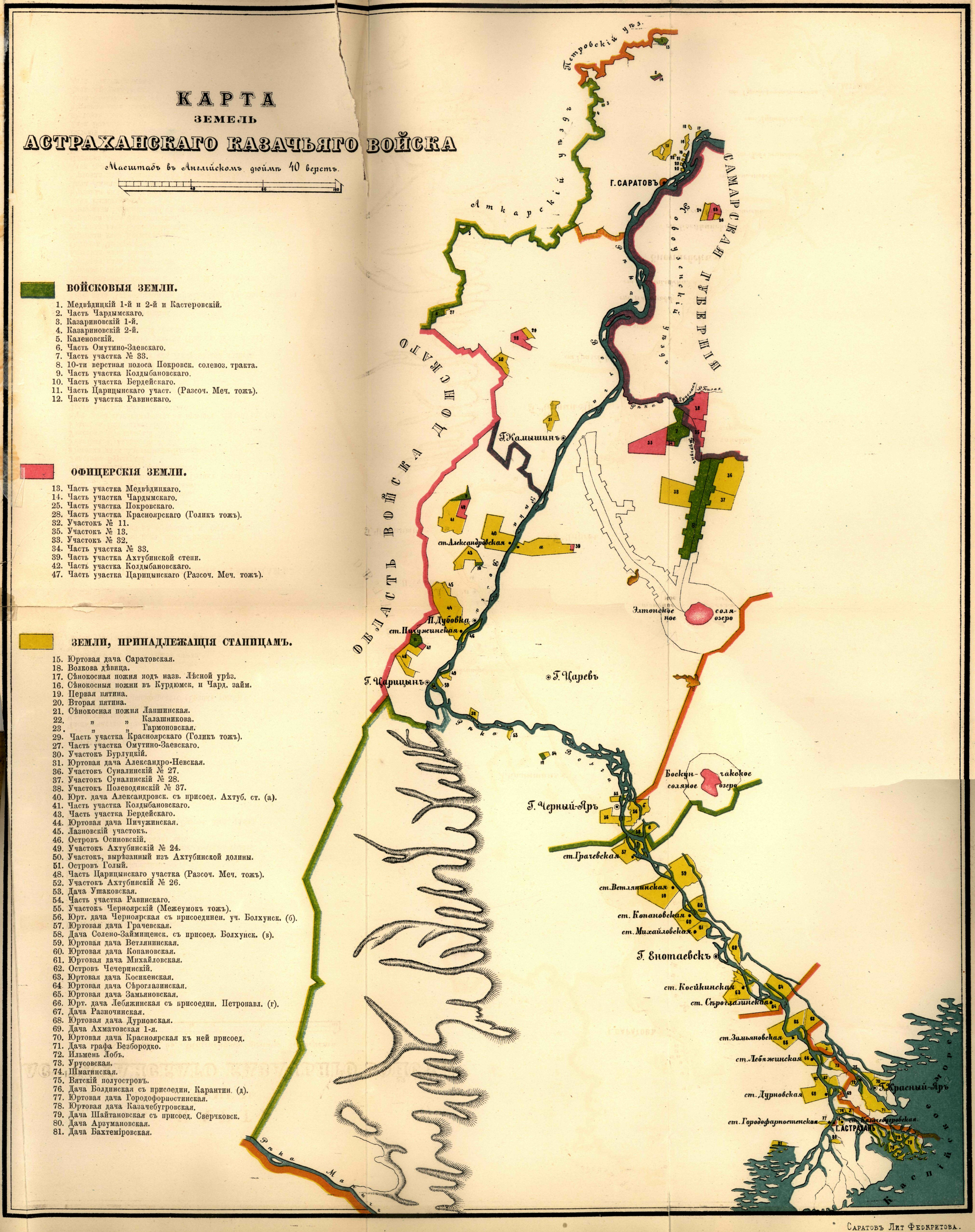
Карта земель Астраханского казачьего войска в 1890 году

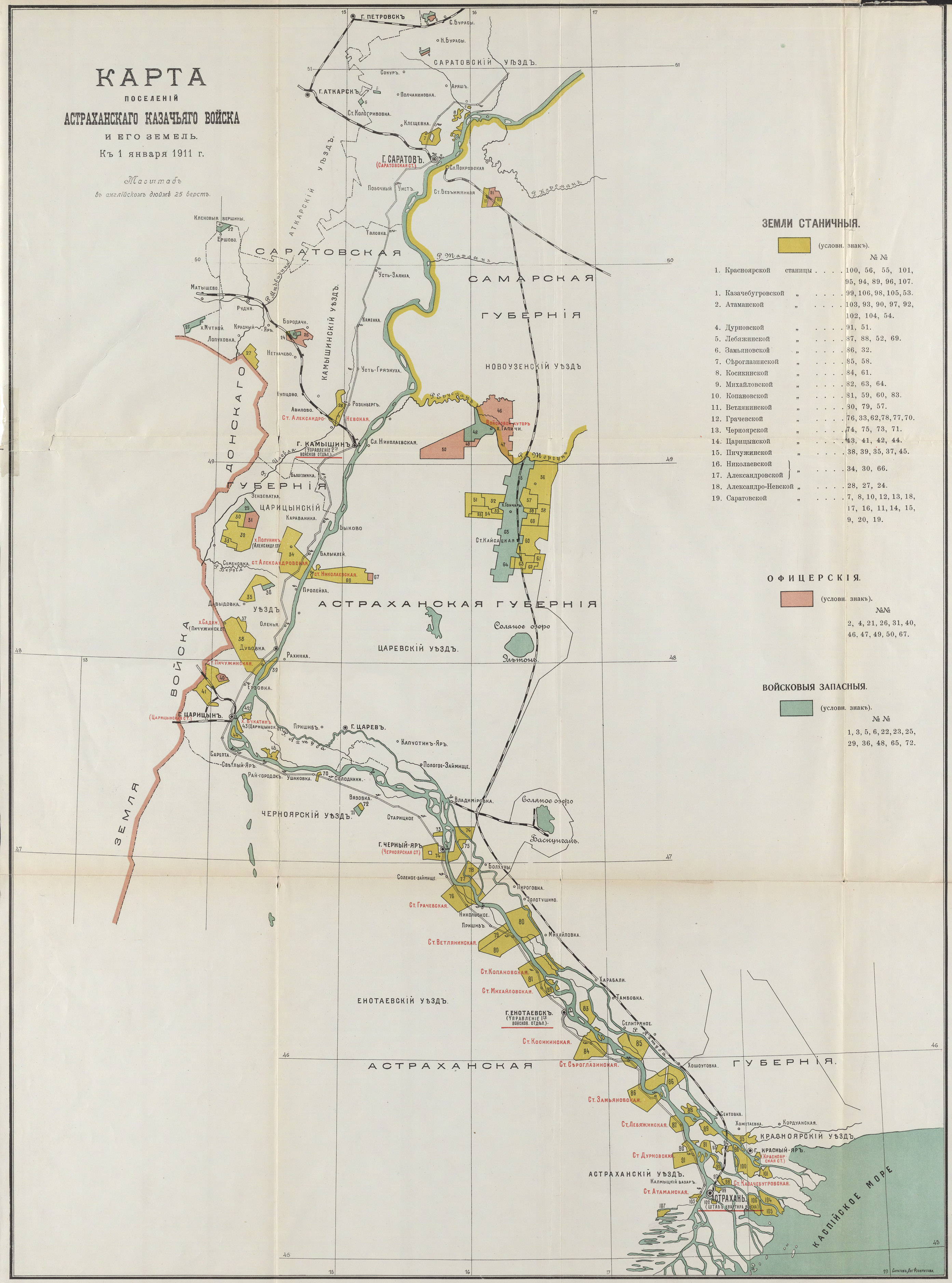
Карта земель Астраханского казачьего войска в 1911 году

Астраханское казачество возникло вскоре после присоединения Приволжского края к России в 1556 году. Так помимо городовых (поместных) казаков Поволжья, около этого времени сплотилась прочно и вольная община волжских казаков, исчезнувшая к 1610 году, в этой стороне, так как вольным казакам, промышлявшим «воровствами», не было удобно жить в учреждаемых государем острогах, городках и крепостицах и они устремлялись на Терек, Яик и Дон.
С момента образования главной функцией астраханского казачества была совместная с союзниками-калмыками охрана границ, обеспечение безопасности Московского тракта, рыбо- и солепромыслов, защита русских поселенцев и российских подданных — татар, калмыков и ногайцев от набегов групп киргиз-кайсаков (киргизцев), как в те времена именовали казахов. Хотя с 30-х годов XVIII века казахи считались русскими подданными, однако, учитывая их «легкомысленные предерзости», приходилось постоянно «иметь предосторожность и неусыпный и беспрерывный всегда разъезд». Они угоняли скот, грабили солепромыслы и рыболовные ватаги, а людей, захваченных в плен, продавали в рабство на невольничьих рынках Средней Азии (в 1722 году в Бухаре находилось свыше 5000 русских пленников). Даже в середине XIX века в Хиве ежегодно продавалось до 500 русских, попавших туда не без помощи киргиз-кайсаков.
В связи с уходом в 1771 году большей части калмыков в Джунгарию и за Волгу, усилились казахские набеги на русские селения и рыболовные ватаги. В декабре 1773 года:
«…киргиз-кайсаки во множественной силе разбили форпосты и переходили через Волгу на нагорную сторону и находящихся по речкам на хуторах людей многих побили, а прочих в плен побрали, равно лошадей и скот угнали…».
Для противодействия казахским набегам по луговой стороне Волги на форпостах предписывалось содержать по 30 человек казаков, а в общей сложности для этих целей было рассредоточено по станицам 330 казаков. Более надёжно прикрыть границы от Царицына до Астрахани стало возможным со 2-й половины 60-х годов XVIII века, когда была создана цепь станиц Астраханского казачьего полка. Однако в зимнее время казахи продолжали совершать разбойничьи набеги. В январе 1783 года около сотни казахов напали на Белужинский промысел купца Пустошкина. Ловцы сумели спастись, но разбойники угнали 30 лошадей. 21 февраля 1782 года губернатором был отправлен приказ
«в поселенные астраханского казачьего полку в станицы… не мешкая из каждой отправить по 15 человек казаков при одном уряднике в Астрахань…».
Оставшиеся на местах казаки должны были круглосуточно контролировать территорию по луговой стороне от Чёрного Яра до Астрахани и отгонять киргиз-кайсаков в степь.
Весной 1790 года крупные банды киргизцев нападают даже на кордонные посты. О серьёзных вооружённых столкновениях с разбойничьими группами киргизов-кайсаков свидетельствуют выдержки из формулярного списка будущего атамана Астраханского казачьего войска В. Ф. Скворцова.
«В 1797 г. преследовал и разбил близ р. Урал киргизскую воровскую партию, захватившую в плен от крепости Узеньской российских людей, отбил оных; возвратясь оттоль, тогож года при урочище Сертлих под командою генерал-майора Попова истребил киргизскую воровскую партию… и отбил 3-х человек российских пленников».

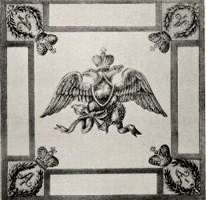
Войсковое знамя Астраханского казачьего войска, 1818 год. Войсковое знамя с белым полотнищем, палевыми квадратами по углам. Двуглавый орёл, вензеля, венки и короны по углам, полоски — золотые. Шнуры и кисти серебряные. Копьё вызолоченное. Древко белое.

Перманентная война в междуречье Волги и Урала продолжалась до 1862 г. Ненадолго успокоило казахов и разрешение султану Букею поселиться с 1801 г. на русских землях. Султан не только не был в состоянии держать в узде своих подданных, но и был столь «любим» своим народом, что не мыслил спокойной жизни без казачьей охраны первоначально в 25 человек, а затем по его же просьбе доведённой до 50 человек. В правление султана Сыгая команду довели до 100 казаков и 50 калмыков при 2-х орудиях. Слабость правителей Букеевской орды привела к мятежу в 1837 г., поднятому Исатаем Таймановым и Махам-бетом Утемисовым. Казалось, вернулись самые тёмные времена казахских разбоев. Шайки мятежников вновь вернулись к грабежу русских селений, нападениям на форпосты и заставы. Для наведения порядка в Букеевской орде астраханскому военному губернатору и наказному атаману Ивану Семёновичу Тимирязеву пришлось мобилизовать достаточно значительные силы, включая и астраханских казаков. Триста казаков при одном орудии под командованием подполковника Алеева за 9 дней прошли более 350 км, в боях разбили мятежников и через 2 месяца, после восстановления спокойствия, вернулись обратно. Только увеличение в Заволжье русского населения привело к окончательному замирению казахов и упразднению казачьих кордонов с 1862 году.
Славной страницей истории астраханских казаков является их участие в Отечественной войне 1812 г. Ввиду малочисленности астраханского казачьего полка и острой необходимости во внутренней службе на кордонах, полк к боевым действиям не привлекался. Однако часть казаков воевала в составе калмыцких полков. Ещё в апреле 1811 г. был издан именной указ, где говорилось:
«Для усугубления армии нашей лёгкими нерегулярными войсками желательно составить два калмыцких пятисотенных полка из орд, обитающих в Астраханской, Саратовской и Кавказской губерниях и в пределах войска Донского…».
В каждый из этих полков было назначено по 5 урядников и 10 казаков астраханского полка, которые должны были «хорошо знать калмыцкий разговор и распределялись по полкам поровну для показа калмыкам порядка казачьей службы, присмотра за ними и других употреблений».
Полки торгутов и дербетов использовали свои старинные ойратские (калмыцкие) туги — знамёна (туг — на ойрат-калмыцком и монгольском языках означает — знамя), принесённые ими из Джунгарии и хранившиеся в ставках, а позднее в хурулах (храмах) торгутских и дербетских нойонов. Из описаний командира Второго Астраханского Калмыцкого полка — нойона (князя) Серебджаба Тюменя, двух торгутских и дербетских тугов следует, что на них изображены военные покровители торгутов и дербетов. На первом знамени изображён всадник на белом коне «Дайчин-Тенгри» — святой воин, покровитель войны и воинов, помощник в сражениях и победах. В руке у святого всадника — древко от знамени, на котором начертаны «тарни» — калмыцкие молитвы. Конец древка украшен золотым шаром и трезубцем. Лицо всадника красиво и совершенно спокойно, вся фигура выражает полное спокойствие, ни малейшего военного задора — символ бесстрашия и самообладания в минуты опасности. Всадник — без меча, и стрелы покоятся в его колчане. На другом изображён другой святой — «Окон-Тенгри», покровитель дербетов. Это полная противоположность первого — символ разрушения и беспощадного мщения. Он изображён также на белом коне, в правой руке огромный меч и небольшой меч (кинжал) у седла, конь взнуздан змеями. Путь всадника — кровавая река, и вокруг сверкают молнии. Это знамя вполне соответствует тому бурному периоду калмыцкой истории. Указанные два знамени, хранившиеся в Хошеутовском хуруле Астраханской губернии и уничтоженные большевиками в ходе гражданской войны, в 1912 году были сфотографированы и описаны с разрешения князей Тюменей российским историком и этнографом Г. Прозрителевым, включившим снимки в свою книгу «Военное прошлое наших калмык. Ставропольский калмыцкий полк и астраханские полки в Отечественную войну 1812 года», изданную в 1912 году в Ставрополе.
Полками командовали калмыцкие нойоны (князья), а сотнями — зайсанги (калмыцкие дворяне). В составе первого полка под командой калмыцкого дербетского нойона Джамбо-тайши Тундутова астраханцы с 8 по 18 августа 1812 г. участвовали в стычках с французами, противодействуя их переправе через р. Буг. В сентябре 1812 г. преследовали противника от р. Стырь до Брест-Литовска. В кампании 1813 г. совершили поход на Варшаву и с 17 марта по 28 августа находились при осаде крепости Модлин.
Второй полк под командой калмыцкого торгутского нойона Серебджаба Тюменя 18 июля 1812 г. рассеял Саксонский драгунский эскадрон, показав способность иррегулярной кавалерии успешно сражаться с тяжёлой конницей противника. В течение 1813 г. полк Тюменя преследовал французов до Кракова, 4-7 октября участвовал в «Битве народов» при Лейпциге, а затем гнал противника до Рейна. Двигаясь в авангарде союзных войск, полк в 1814 г. вступил в Париж и улицы французской столицы увидели не только калмыцких воинов, но и астраханских казаков.
Все участники войны были награждены медалью «В память Отечественной войны 1812 г.». Все калмыки и девять казаков заслужили право носить серебряную медаль «За взятие Парижа 19 марта 1814 г.». Многие калмыки — урядники, есаулы, сотники и хорунжие получили медали и ордена св. Владимира, св. Анны различных степеней и классов, а командиры полков — нойоны Тундутов и Тюмень — помимо указанных орденов получили ордена св. Георгия 4-й степени и золотые георгиевские сабли с надписью «За храбрость». Кроме того, многие из калмыков получили внеочередные чины, из них три урядника-казака — Сережников, Тетерин и Вязигин — получили офицерские чины.
Наряду со службой в Заволжье в летнее время цепь казачьих застав перемещалась с луговой на нагорную сторону реки Волги.
В постановлении Астраханской губернской канцелярии от 1761 года говорилось:
«…для лучшего воровских подбегов искоренения и для сохранения подданных Её императорского Величества ниже Царицына при Волге находящихся и между Астрахани и Кизляра ездящих… иметь разъезд».
Помимо службы на форпостах казаки участвовали в охране рыбных промыслов на Каспийском море. Упоминавшийся выше есаул В. Ф. Скворцов в 1806—1807 гг., командуя отрядом казаков при охране Эмбенских промыслов:
«нашёл киргизские воровские партии в лодках… вступил с ними в действительное сражение, и, несмотря на превосходство сил их, разбил оных, отнял у них одну лодку и одну медную пушку, взял в плен 16 человек и остальных принудил обратиться в бегство; за что 26 ноября 1807 г. награждён кавалером ордена св. Анны 3-го класса».
Надо отметить, что пограничная служба казаков тесно переплеталась с охранными функциями на московском тракте и вдоль Волги, поскольку Нижнее Поволжье издавна было притягательно для разного рода «гулящих людей». Только в январе 1770 года было ликвидировано 49 человек. Даже много позже, в 1831—34 годах, когда шайки «гулящего люда» значительно сократились, было задержано 149 человек бродяг, разбойников и дезертиров.
Помимо сторожевой службы, на казаках лежала охрана почты и курьеров, обеспечение карантинной службы в случае эпидемий. В 1807 году во время чумы в Астрахани для обеспечения карантинных мероприятий и ввиду назревавших беспорядков, в город было введено 500 казаков. Идентичные мероприятия были проведены во время эпидемии холеры в 1892 году.
В Астрахани, Саратове и некоторых уездах астраханские казаки несли конно-полицейскую службу. В начале XIX века конный наряд казаков в Астрахани доходил до 60 человек. Служба заключалась в объездах города, для чего в каждый полицейский участок ежедневно назначалось по 4 казака. Кроме того, ежедневно назначались по два конно-вестовых казака к губернатору и полицмейстеру. Правда, в 1878 году постоянная казачья конно-полицейская команда была ликвидирована, но в критических ситуациях казаки по-прежнему привлекались к охране правопорядка. До 2/3 казаков участвовало в русско-турецкой войне 1877—1878 года, ранее они участвовали в войне на Кавказе.
В 1916 году население войска составляло около 40 000 человек, войско имело свыше 808 тыс. десятин земли.
После начала Первой мировой Астраханское казачье войско, будучи мобилизовано, также выставило 1-й, 2-й и 3-й казачьи полки, Особую и Отдельную сотни, казачью батарею, а в составе Казачьего лейб-гвардии полка — Астраханский лейб-гвардии казачий взвод. Оказался на фронте в составе лейб-гвардии Сводно-казачьего полка и лейб-гвардии Астраханский казачий взвод. Общая численность всех астраханских казачьих частей и подразделений — 2600 человек. Осенью 1914 года 1-й полк сражался в Польше, в кампании 1915 сражался также на территории Польши и в Белоруссии, реализовав 3 конных атаки. В кампаниях 1916—1917 годов находился на территории современной Белоруссии. Астраханцы эффективно осуществляли разведывательные и поисковые действия, показав себя специалистами в сфере малой войны. Действовали в составе диверсионных и партизанских групп. Особой сферой деятельности казаков в 1917 году стала деятельность по разоружению бунтующих и не подчиняющихся командирам пехотных частей. 2-й Астраханский казачий полк сражался в Галиции, Польше и Белоруссии.
Через службу в рядах 1-го и 2-го Астраханских казачьих полков прошло свыше двух тысяч казаков. За период боевых действий эти полки приобрели высокие боевые качества и отличились в боях. Их общие потери не превышали 240 человек.
После Октябрьского переворота (Октябрьской революции) 25—26 октября (7 — 8 ноября по новому стилю) 1917 года власть в Астраханской губернии захватили при помощи матросов и солдат-дезертиров большевики и создали параллельные структуры власти в виде Советов рабочих, крестьянских и солдатских депутатов, которые, упразднив Астраханское казачье войско, в 1918 году, стали осуществлять передел казачьих и калмыцких земель и собственности. Несогласные с действиями Советов 1200 астраханских казаков (среди них 300 калмыков) во главе с атаманом Астраханского казачьего войска И. А. Бирюковым подняли 12 января 1918 года восстание против Советов и попытались вернуть контроль над Астраханью, но в результате упорных уличных боёв были разгромлены и выбиты из города.
Вместо арестованного и позднее расстрелянного большевиками И. А. Бирюкова атаманом Астраханского казачьего войска был выбран калмыцкий нойон Д. Тундутов, который увёл остатки восставших казаков и калмыков через Калмыцкие степи на Дон, где на территории Войска Донского началось формирование Астраханской армии (Астраханского корпуса), которую возглавил Д. Тундутов, записав в армию всех калмыков Калмыцкой степи Астраханской губернии (ныне Республики Калмыкия Российской Федерации), которые ранее на съезде калмыцкого народа создали Калмыцкое казачье войско и 29 сентября 1917 года вошли на федеративных началах в состав Астраханского казачьего войска. Позднее Астраханская армия была реорганизована в Астраханскую дивизию в составе Кавказской армии Вооружённых сил Юга России (Белой Русской армии). Дивизия участвовала в боях на Маныче, штурме Царицына и боях в Волги. В 1920 году в Крыму астраханцы были сведены в Терко-Астрахансую бригаду, под командованием генерала К. К. Агоева. Терско-Астраханская бригада принимала участие во всех значительных боях Русской армии Врангеля, но под превосходящими силами противника, астраханские казаки были вынуждены вместе с другими частями Русской Армии покинуть пределы России.
Так же астраханские казаки служили в русской армии адмирала Колчака. В армии Уральских и Оренбургских казаков коренных астраханцев оказалось даже больше, нежели в других антибольшевистских армиях, однако из них удалось сформировать лишь отряд подъесаула Сережникова, который заметной роли не сыграл.
После поражения Белой Русской армии часть казаков и калмыков оказалась в эмиграции, а оставшаяся часть подверглась репрессиям и выселениям.

## Регалии
Регалии Астраханского казачьего войска:
- Шесть жёлтых знамён, пожалованных Астраханскому казачьему конному полку Елизаветой Петровной
- Войсковое белое знамя и три синих знамени, пожалованных 23 ноября 1817 года Александром I.

Войсковому знамени назначено быть белому с жёлтыми углами, золотыми вензелями, в углах написанными на материи; а полковым — светло-синим, с жёлтыми углами, с золотым орлом и золотыми вензелями в углах, написанными на материи же; знамёнам сим быть мерою против лейб-гвардии драгунских полков штандартов и древки иметь штандартные, и делать не из штофа, а из материи, из которой делаются они для пехоты и чтобы и впредь делать по сим образцам и для прочих иррегулярных кавалерийских войск, исключая цветов, кои будут назначаемы особенно.— Именной указ «О назначении знамён Астраханскому казачьему войску», от 7 мая 1817 года, объявленный Военному министру Начальником Главного штаба 12 ноября 1817 года.
- Войсковое знамя, пожалованное Александром II в 1880 году.
- Пять хоругвей астраханских городских казаков.
- Юбилейная лента ордена Святого Благоверного и великого князя Александра Невского на войсковое знамя в 1880 году.
- Портрет Наследника Цесаревича и Великого Князя Николая Александровича с дарственной надписью, июль 1863 года.
- Портрет Наследника Цесаревича и Великого Князя Николая Александровича с дарственной надписью, 1881 год.
- Высочайшие грамоты императора Николая II, от 23 февраля 1906 года и от 6 апреля 1906 года — за верную и преданную службу, закрепление за войском ранее пожалованных земель и вод.
- Атаманская насека, пожалованная в 1907 году[15].

## Формирования

### Полк
- 1-й Астраханский казачий полк, 1817.12.11. Простое знамя. Рисунок неизвестен. Состояние плохое. Судьба неизвестна.
- 2-й Астраханский казачий полк, 1914… Простое знамя обр. 1900. Полотнище тёмно-синее, кайма жёлтая, шитьё серебряное. Навершие обр. 1857 (Арм.) высеребренное. Древко чёрное. Спас Нерукотворный. Состояние идеальное. Ныне в Музее Революции (Москва).
- 3-й Астраханский казачий полк, 1914… Простое знамя обр. 1900. Полотнище тёмно-синее, кайма жёлтая, шитьё серебряное. Навершие обр. 1857 (Арм.) высеребренное. Древко чёрное. Спас Нерукотворный. Состояние идеальное. Ныне в ЦМВС (Москва).

## Станицы

### I отдел
- Станица Казачебугровская
- Станица Красноярская
- Станица Черноярская
- Станица Грачевская
- Станица Ветлянинская
- Станица Косикинская
- Станица Копановская
- Енотаевская крепость
- Станица Михайловская
- Станица Сероглазовская
- Станица Замьяновская
- Станица Лебяженская
- Станица Астраханская
- Станица Атаманская (Городофорпостинская)
- Станица Дурновская (Орловская)

### II отдел
- Станица Царицинская
- Станица Пичуженская
- Станица Александровская
- Станица Николаевская
- Станица Александро-Невская
- Станица Саратовская